# Fabrizio Guidi
Fabrizio Guidi (Pontedera, 13 aprile 1972) è un dirigente sportivo ed ex ciclista su strada italiano.
Velocista, gareggiò nel professionismo dal 1995 al 2007. In carriera ottenne 46 successi: al Giro d'Italia vinse due tappe, aggiudicandosi anche una classifica punti e per tre volte la classifica intergiro. Dopo il ritiro dalle corse è divenuto direttore sportivo per formazioni professionistiche, e dal 2021 è nello staff tecnico del team UAE Emirates.

## Carriera
Passò al professionismo nel 1995 con la Navigare-Blue Storm di Bruno e Roberto Reverberi, ottenendo due vittorie. Nella stagione seguente, con la maglia della Scrigno-Gaerne (ex Navigare), conseguì quindi ben sedici successi, aggiudicandosi tra le altre il Gran Premio Costa degli Etruschi, il Giro di Danimarca, la Tre Valli Varesine e il Giro di Puglia, oltre che, al suo primo Giro d'Italia, la maglia ciclamino della classifica a punti e quella blu della classifica intergiro. A fine stagione venne anche convocato in Nazionale per i campionati del mondo di Lugano, e insignito del premio Giglio d'oro come miglior pro italiano dell'anno. Nel 1997 vinse cinque corse, e vestì per un giorno la maglia gialla di leader della generale alla Vuelta a España; al termine dell'anno, dopo aver partecipato nuovamente ai campionati del mondo, si trasferì al Team Polti.
Nel 1998 fu ancora protagonista alla Vuelta a España, con tre tappe vinte, due giorni in maglia gialla e il successo nella classifica a punti; in stagione fece sua anche una frazione alla Quatre Jours de Dunkerque. Nel 1999 al Giro d'Italia conquistò la tappa conclusiva di Milano e ancora la maglia blu della classifica intergiro; simili risultati li conseguì anche nel 2000, dopo il passaggio al team Française des Jeux, quando si aggiudicò la frazione di Meda al Giro d'Italia e, per la terza volta, la classifica intergiro. Nella stagione successiva passò alla Mercury-Viatel di Greg LeMond: con la nuova maglia vinse una tappa alla Parigi-Nizza e una al Tour de Romandie, prima che la squadra fallisse.
Dal 2002 al 2003 gareggiò con il Team Coast/Bianchi, mentre dal 2004 al febbraio 2005 vestì la divisa del Team CSC. Passò poi alla Phonak. Nell'agosto del 2005 fu al centro di un caso di sospetto doping: in un campione ematico prelevatogli al termine della HEW Cyclassics, il 31 luglio, vennero rilevate tracce di EPO. Guidi venne così sospeso dalla sua squadra con effetto immediato, secondo il regolamento UCI ProTour. Le successive controanalisi su un secondo campione, però, lo scagionarono, permettendogli di tornare alle corse. Nel 2006, sempre con la Phonak, ottenne cinque successi, tra cui quello in una tappa al Tour de Pologne; concluse la carriera nel 2007 dopo una stagione alla Barloworld.
Dopo il ritiro ha svolto l'attività di direttore sportivo in ambito professionistico, prima presso la Nippo-Endeka (nel 2008) e poi, dal 2011 al 2014, con la squadra diretta da Bjarne Riis, la Tinkoff-Saxo (ex Saxo Bank). Per la stagione 2015 passa nello staff tecnico del Team Cannondale-Garmin, sodalizio diretto da Jonathan Vaughters e divenuto EF Education First nel 2018. Nel 2021 lascia dopo sei anni la squadra di Vaughters per entrare nello staff della formazione emiratina UAE Team Emirates.

## Palmarès
- 1993 (dilettanti)

Nastro d'Oro
Gran Premio Coop Levane
- 1994 (dilettanti)

Gran Premio Industria del Cuoio e delle Pelli
Coppa Lanciotto Ballerini
- 1995 (Navigare, due vittorie)

Classifica generale Tour du Vaucluse
8ª tappa Volta a Portugal (Tondela > Maia)
- 1996 (Scrigno, sedici vittorie)

Gran Premio Costa degli Etruschi
1ª tappa Trofeo dello Stretto (Capo d'Orlando > Capo d'Orlando)
Classifica generale Trofeo dello Stretto
1ª tappa Tour du Vaucluse (Saint-Romain-en-Viennois > Saint-Romain-en-Viennois)
3ª tappa Tour du Vaucluse (Saint-Paul-Trois-Châteaux > Saint-Paul-Trois-Châteaux)
5ª tappa Tour du Vaucluse (Vacqueyras > Monteux)
Classifica generale Tour du Vaucluse
Grosser Preis des Kantons Aargau
Gran Premio Città di Rio Saliceto e Correggio
Giro delle Valli Aretine
Gran Premio Industria e Commercio di Prato
3ª tappa Post Danmark Rundt (Aarhus > Horsens)
Classifica generale Post Danmark Rundt
Tre Valli Varesine
2ª tappa Giro di Puglia (Ceglie Messapica > Lecce)
Classifica generale Giro di Puglia
- 1997 (Scrigno, cinque vittorie)

3ª tappa, 1ª semitappa Driedaagse De Panne - Koksijde (De Panne > De Panne)
4ª tappa, 1ª semitappa Euskal Bizikleta (Lekeitio > Abadiño)
Giro delle Valli Aretine
2ª tappa Volta a Portugal (Alpiarça > Palmela)
4ª tappa Volta a Portugal (Évora > Abrantes)
- 1998 (Team Polti, quattro vittorie)

6ª tappa Quatre Jours de Dunkerque (Leffrinckoucke > Dunkerque)
4ª tappa Vuelta a España (Malaga > Granada)
8ª tappa Vuelta a España (Palma di Maiorca > Palma di Maiorca)
18ª tappa Vuelta a España (León > Salamanca)
- 1999 (Team Polti, due vittorie)

Grand Prix Pino Cerami
22ª tappa Giro d'Italia (Darfo Boario Terme > Milano)
- 2000 (Française des Jeux, quattro vittorie)

16ª tappa Giro d'Italia (Brescia > Meda)
1ª tappa Giro dei Paesi Bassi ('s-Hertogenbosch > Utrecht)
Bruxelles-Izegem
4ª tappa Giro della Provincia di Lucca (Marina di Carrara > Lucca)
- 2001 (Mercury, tre vittorie)

7ª tappa Parigi-Nizza (Nizza > Nizza)
1ª tappa Tour de Romandie (Pfaffnau > Tramelan)
1ª tappa Tour de la Région Wallonne (Mouscron > Mouscron)
- 2002 (Team Coast, due vittorie)

1ª tappa Brixia Tour (Bassano Bresciano > Manerbio)
Firenze-Pistoia
- 2004 (Team CSC, due vittorie)

2ª tappa Tour de la Région Wallonne (Amay > Arlon)
2ª tappa Post Danmark Rundt (Varde > Aarhus)
- 2005 (Phonak, una vittoria)

6ª tappa Österreich-Rundfahrt (Graz > Podersdorf am See)
- 2006 (Phonak, cinque vittorie)

7ª tappa Österreich-Rundfahrt (Podersdorf am See > Vienna-Rathausplatz)
2ª tappa Tour de la Région Wallonne (Nivelles > Perwez)
4ª tappa Tour de la Région Wallonne (Saint-Hubert > Beaufays)
Classifica generale Tour de la Région Wallonne
3ª tappa Tour de Pologne (Danzica > Toruń)

### Altri successi
- 1996 (Scrigno)

Classifica a punti Giro d'Italia
Classifica intergiro Giro d'Italia
- 1998 (Team Polti)

Classifica a punti Vuelta a España
- 1999 (Team Polti)

Classifica intergiro Giro d'Italia
- 2000 (Française des Jeux)

Classifica intergiro Giro d'Italia

## Piazzamenti

### Grandi Giri
- Giro d'Italia

1996: 62º
1998: fuori tempo (16ª tappa)
1999: 64º
2000: 94º
2002: ritirato (18ª tappa)
2006: ritirato (18ª tappa)
- Tour de France

1998: ritirato (6ª tappa)
2003: 103º
- Vuelta a España

1997: 84º
1998: 63º
1999: ritirato (12ª tappa)
2002: ritirato (15ª tappa)
2003: 82º

### Classiche monumento
- Milano-Sanremo

1997: 67º
1998: 20º
1999: 32º
2001: 43º
2002: ritirato
2003: 38º
2004: 102º
2005: 19º
2006: 16º
2007: ritirato
- Giro delle Fiandre

1997: 19º
1998: 26º
1999: 33º
2002: ritirato
2005: ritirato
2006: ritirato
- Parigi-Roubaix

1998: ritirato
1999: ritirato
2006: ritirato
- Giro di Lombardia

1995: 47º
2002: 62º
2003: ritirato

### Competizioni mondiali
- Campionati del mondo

Lugano 1996 - In linea Elite: 34º
San Sebastián 1997 - In linea Elite: ritirato

## Riconoscimenti
- Giglio d'Oro nel 1996
- Premio Bici al Chiodo dell'Associazione Nazionale Ex Corridori Ciclisti nel 2008